# Lars-Gunnar Lotz

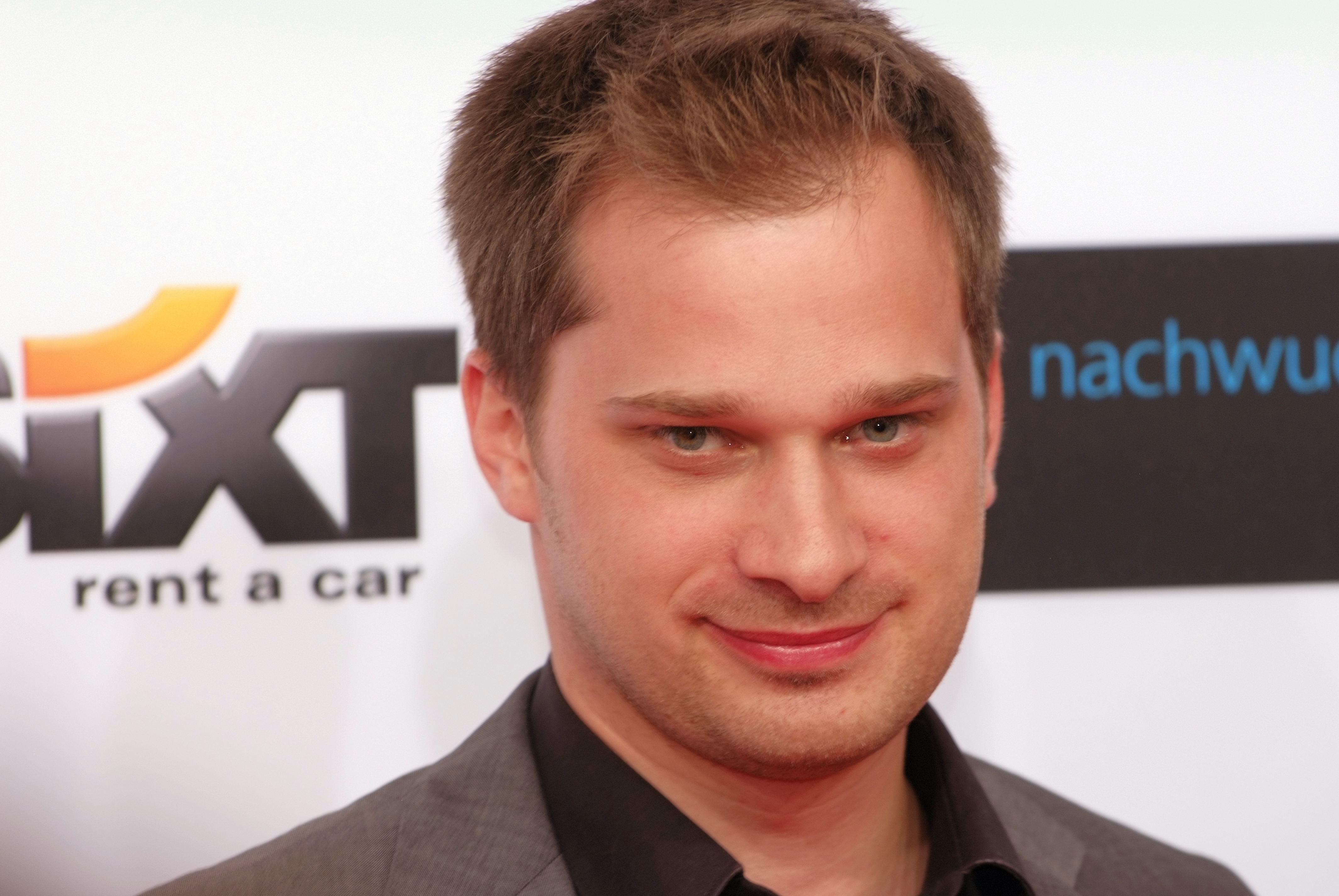
Lars-Gunnar Lotz bei der Verleihung des Studio Hamburg Nachwuchspreises 2012

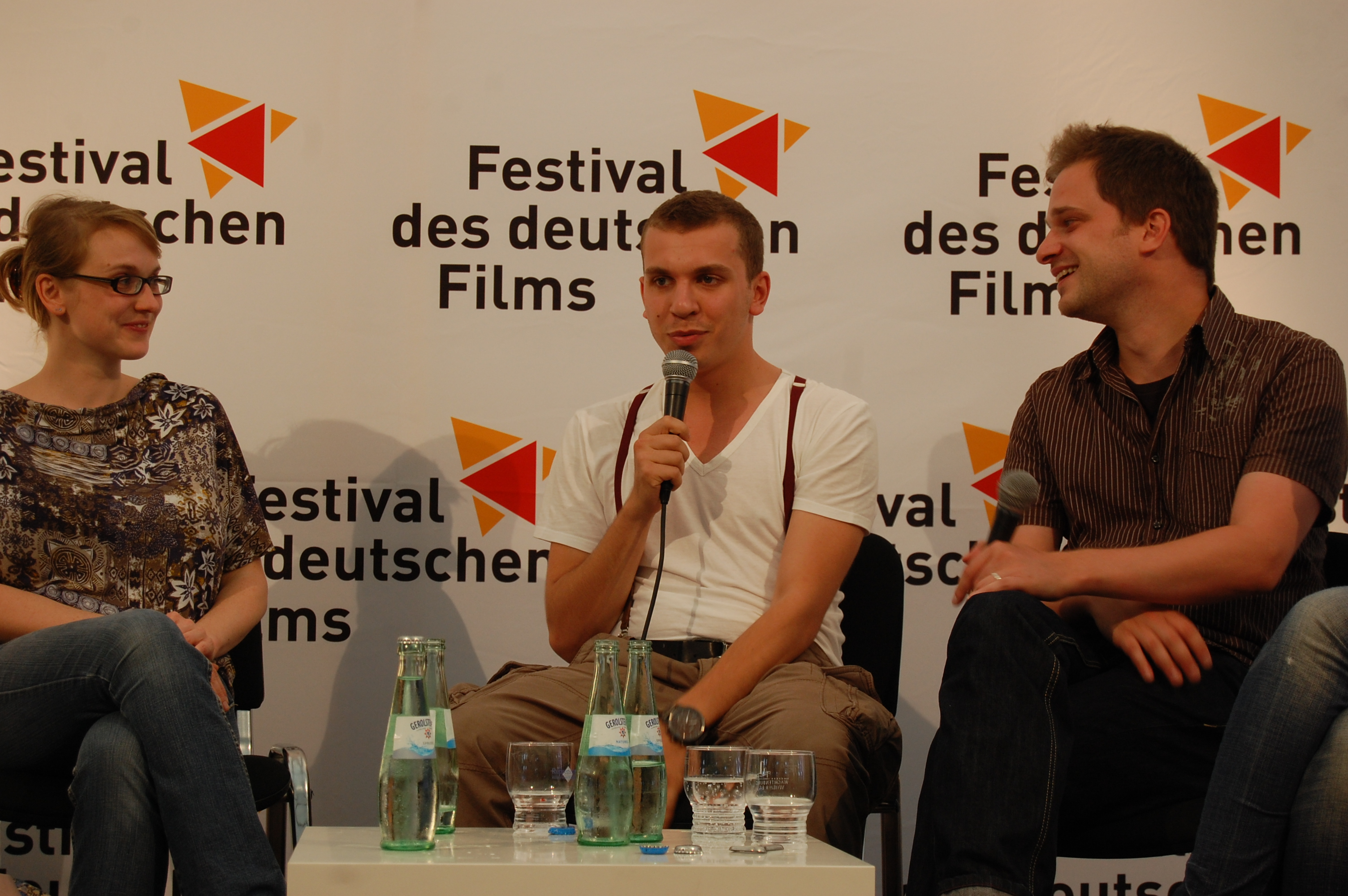
Lars-Gunnar Lotz (rechts) beim Filmgespräch zu Schuld sind immer die anderen, Festival des deutschen Films 2012 in Ludwigshafen

Lars-Gunnar Lotz (* 15. Januar 1982 in Bad Ischl, Österreich) ist ein deutscher Filmregisseur und Filmproduzent.

## Leben
Lotz wuchs im Rheinland auf. Nach seinem Abitur absolvierte er Praktika bei mehreren Fernsehsendern und Produktionsfirmen in Köln. 2003 nahm er ein Studium der Visuellen Kommunikation an der Kunsthochschule Kassel auf, ab 2005 gefolgt von einem Studium der Regie an der Filmakademie Baden-Württemberg. Inspiriert von seiner am Down-Syndrom erkrankten Schwester schrieb er das Drehbuch „Lisanne“ über ein Leben als Mensch mit Behinderung und setzte den Stoff 2005 als Produzent und Regisseur zu seinem ersten Kurzspielfilm um. 2007 nahm er an einem Austauschprogramm der Filmhochschule La fémis in Paris teil. Außerdem erhielt er ein Stipendium zur Hollywood Masterclass an der Universität von Kalifornien in Los Angeles.
Lotz ist Mitglied im Bundesverband Regie (BVR).

## Auszeichnungen
Für seinen Film „Lisanne“   
- 2005 dritter Platz beim Publikumspreis beim Internationalen KurzFilmFestival in Hamburg
- 2005 erster Preis beim International Youth Film Festival Yerevan
- 2006 „Silberner Greif“ für den besten Kurzfilm beim italienischen Giffoni Film Festival
- 2006 Ehrendiplom des iranischen Roshd-Filmfestivals
- 2007 Goldener Spatz, Preis der Fachjury für den besten Kurzfilm.[4]

Für seinen knapp 60 Minuten langen Spielfilm „Für Miriam“, der in der Perspektive Deutsches Kino der 59. Berlinale uraufgeführt wurde, gewann er
- 2009 den Preis als Bester Film beim französischen Filmfestival Aubagne
- 2009 den Förderpreis der Baden-Württembergischen Filmindustrie bei der Filmschau Baden-Württemberg (Bester Film)
- Die Hauptdarstellerin Franziska Petri wurde als Beste Schauspielerin in der Perspektive Deutsches Kino, Berlinale 2009, für ihre Rolle der Karen ausgezeichnet. Beim Filmfestival in Aubagne und in Valencia wurde sie ebenfalls als Beste Darstellerin ausgezeichnet.[5]

Sein Debüt-Spielfilm und Abschlussfilm an der Filmakademie, „Schuld sind immer die Anderen“, wurde 2012 mit dem Studio Hamburg Nachwuchspreis in der Kategorie „Beste Regie“ ausgezeichnet. Außerdem erhielt Lotz beim Internationalen Filmfest Emden-Norderney gleich drei Hauptpreise, darunter den Bernhard Wicki Preis.
- 2012 Publikumspreis beim Festival des deutschen Films für Schuld sind immer die Anderen[7]
- 2012 Bernhard Wicki Preis, NDR Filmpreis für den Nachwuchs und DGB Filmpreis beim internationalen Filmfest Emden-Norderney

## Filmografie
- 2005: Lisanne (auch Drehbuch und Produzent)
- 2009: Für Miriam
- 2010: Das Leben ist eine Reise (Dokumentarfilm)
- 2012: Schuld sind immer die Anderen
- 2014, 2015: SOKO Köln  (Fernsehserie, 7 Folgen)
- 2014: Stralsund: Kreuzfeuer (Krimiserie)
- 2015: Stralsund: Schutzlos
- 2015: Stralsund: Der Anschlag
- 2016: Stralsund: Vergeltung
- 2018: Polizeiruf 110: In Flammen
- 2019: Tage des letzten Schnees
- 2021: Plötzlich so still
- 2022: Das Licht in einem dunklen Haus
- 2023: Spreewaldkrimi: Die siebte Person
- 2023: Die Stille am Ende der Nacht